# Kristy
Kristy (Hongaars: Kereszt) is een Slowaakse gemeente in de regio Košice, en maakt deel uit van het district Sobrance.
Kristy telt 316 inwoners.